# Mosiera macrophylla
Mosiera macrophylla är en myrtenväxtart som beskrevs av Johannes Bisse, Urquiola och Z.Acosta. Mosiera macrophylla ingår i släktet Mosiera och familjen myrtenväxter.
Artens utbredningsområde är Kuba. Inga underarter finns listade i Catalogue of Life.